# گیرنده ۲ سروتونین
گیرنده ۲ سروتونین (انگلیسی: 5-HT2 receptor) یکی از انواع گیرنده‌های سروتونین است که به پیام‌رسان عصبی درون‌زاد «سروتونین» (که بدان ۵-هیدروکسی‌تریپتامین هم گفته می‌شود) متصل می‌گردد. گیرنده ۲ سروتونین در واقع نوعی گیرنده جفت‌شونده با پروتئین جی (GPCRs) هستند که به «Gq/G11-متصل به پروتئین» وصل شده و گونه‌ای از «پیام‌رسانی تحریکی» را واسطه‌گری می‌کند. این گیرنده، شامل چند زیرگونه به شرح زیر است:
- 5-HT2A
- 5-HT2B
- 5-HT2C